# Stefan Kuhl
Stefan Kuhl (ur. 19 lutego 1917 w Kielcach) – polski działacz państwowy pochodzenia żydowskiego, szef Głównego Zarządu Informacji WP, wiceminister rolnictwa PRL. 

## Życiorys
Pochodził z Kielc z rodziny żydowskiej. Był synem Kazimierza i Marii. W stopniu pułkownika od 1 maja 1947 do 6 czerwca 1950 piastował stanowisko szefa Głównego Zarządu Informacji Wojskowej. Następnie do 1956 piastował funkcję podsekretarza stanu w Ministerstwie Kontroli Państwowej, a następnie funkcję wiceministra rolnictwa. W 1956 został na krótko zatrzymany w związku ze śledztwem tzw. Komisji Mazura.